# Metacyatholaimus cylindribucca
Metacyatholaimus cylindribucca is een rondwormensoort uit de familie van de Cyatholaimidae. De wetenschappelijke naam van de soort is voor het eerst geldig gepubliceerd in 1950 door Schuurmans Stekhoven.